# アフマド・ブストミ
- アハマド・ブストミ

アフマド・ブストミ（Ahmad Bustomi、1985年7月13日 - ）は、インドネシアのサッカー選手。インドネシア・スーパーリーグ・アレマ・インドネシアFC所属。ポジションは、ミッドフィールダー。
2012年には大宮アルディージャへの可能性があると報道されたが、実現しなかった。2014年にはイルファン・バフディムがヴァンフォーレ甲府へ入団し、Jリーグ初のインドネシア人選手となっている。